# Zhongdian-Yak
Der Zhongdian-Yak ist eine Rasse des Hausyaks. Da die gezielte Züchtung beim Yak noch nicht sehr weit fortgeschritten ist, weisen Yak-Rassen insgesamt weniger rassetypische Eigenschaften auf, als dies beispielsweise bei europäischen Landrinderrassen in der Mitte des 19. Jahrhunderts der Fall war. Daher sind phänotypische Unterschiede beim Hausyak vor allem durch die geographische Trennung weit auseinanderliegender Standorte zu erklären.
Der Zhongdian-Yak wird in der Provinz Yunnan gezüchtet. Hauptzentrum der Haltung ist Shangri-La (chin. 香格里拉县, Xiānggélǐlā xiàn), früher Zhongdian (tibetisch: rgyal thang; chin. 中甸县, Zhōngdiàn xiàn), ein überwiegend von Tibetern bewohnter Kreis im Nordwesten der Provinz und Regierungssitz des Autonomen Bezirks Dêqên der Tibeter. Die Rasse ist im Yunnan-Hochland weit verbreitet und stellt ein Viertel aller gehaltenen Rinder. Weitere 13 Prozent der gehaltenen Rinder stammen aus Kreuzungen zwischen Yaks und Hausrindern.

## Belege

### Einzelbelege
1. ↑   Lensch et al., S. 94 bis S. 97
2. ↑   Lensch et al., S. 103